# Pelaghia din Tars

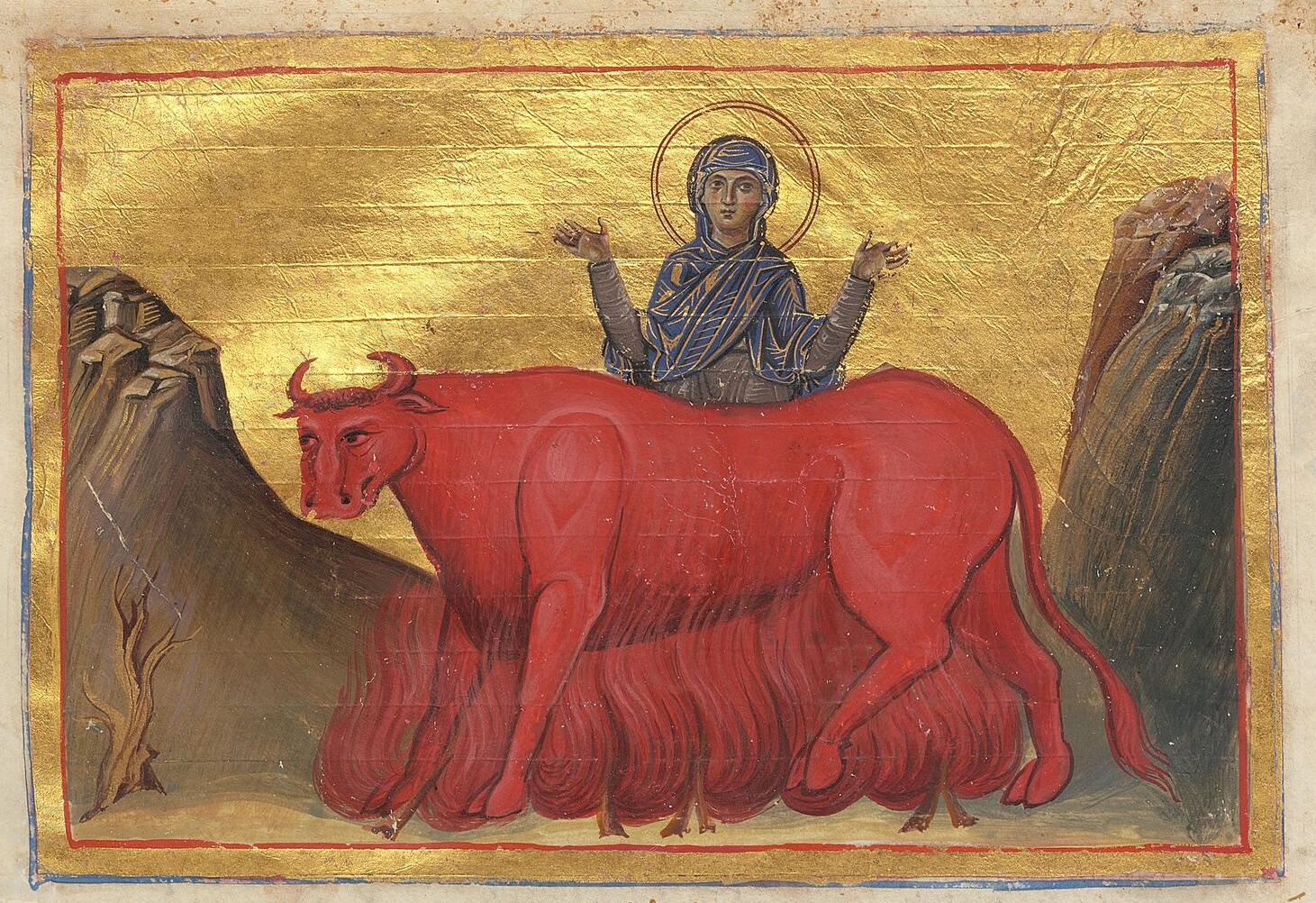
Miniatură din Menologul lui Vasile al II-lea

Pelaghia (în greacă Πελαγία; d. începutul secolului al IV-lea), cunoscută ca Pelaghia din Tars și Sfânta Muceniță Pelaghia, (în greacă Πελαγία ἡ Μάρτυς, Pelagía ē Mártys) este o sfântă muceniță creștină legendară care a trăit în orașul Tars din Cilicia (regiune aflată în partea de sud-est a provinciei romane Asia Minor) în timpul domniei împăratului roman Dioclețian (284-305). Inițial, ea era prăznuită pe 8 octombrie, împreună cu Pelaghia Fecioara și cu Pelaghia, care a fost mai înainte desfrânată, ambele din Antiohia și după a căror poveste a fost probabil modelată ulterior povestea ei. În Biserica Romano-Catolică, sărbătoarea ei a fost mutată în cele din urmă pe 4 mai.

## Legendă
Potrivit tradiției, Pelaghia era o tânără frumoasă și cu purtări alese. Se spune că fiul adoptiv al împăratului Dioclețian, moștenitorul tronului, s-a îndrăgostit de ea și a vrut să o ia de soție. Ea dobândise anterior învățătura creștină de la o slujnică și fusese botezată de episcopul locului, Clinon (Linus), care trăia în ascunzișurile pădurii pentru a se feri de persecuții; astfel a refuzat cererea în căsătorie deoarece jurase să-și păstreze virginitatea și să se dedice lui Hristos. Disperat, fiul lui Dioclețian s-a sinucis. Pelaghia a fost trimisă la Roma de către mama ei păgână, unde Dioclețian i-ar fi cerut să devină soția sa. Ea l-a refuzat, numindu-l nebun. Tulburat de aceste evenimente, Dioclețian a dispus să fie judecată și, văzând că nu-i poate clinti credința creștină, a poruncit să fie aruncată într-un cuptor aprins pentru a arde de vie, iar mirosul de smirnă s-a răspândit în întreaga Romă. În unele versiuni, ea a fost închisă într-un taur de metal, căruia i s-a dat foc. Povestea se încheie cu relatarea că păgânii au trimis patru lei pentru a se hrăni cu oasele ei, dar animalele i-au protejat oasele de vulturi și de ciori până când episcopul creștin Linus le-a putut recupera.

## Aspecte istorice
Povestea ei are o bază istorică subțire, deoarece Dioclețian avea o fiică pe nume Valeria, dar niciun fiu - un fapt de o importanță considerabilă pentru istoria domniei lui. Cu toate acestea, el a realizat ultima persecuție majoră a creștinilor din Istoria Romană, iar multe dintre victimele sale au fost într-adevăr arse de vii. Astfel, Pelaghia ar fi putut fi de fapt o martiră a acelor timpuri, chiar dacă în circumstanțe diferite de cele relatate în povestea ulterioară. Mult mai probabil, comemorările martirei atestate istoric cu numele de Pelaghia în orașul Tars au determinat, probabil, o înfrumusețare a poveștii sale și i s-a atribuit o origine locală.
Constantin cel Mare a construit o biserică pe locul în care, potrivit tradiției, au fost înmormântate moaștele ei.